# Digression (Literatur)
Eine Digression (von lat. digressio – Abschweifen, griech.  παρέκβασις Parékbasis) ist ein Teil eines literarischen Textes, der dessen Gegenstand außer Acht lässt und sich mit einer Binnenerzählung, einer Reflexion, einer Beschreibung oder Ähnlichem beschäftigt, das mit dem eigentlichen Thema nicht oder allenfalls indirekt verbunden ist. Die Digression gehört als rhetorisches Stilmittel zur Amplificatio und ist verwandt mit dem Exkurs. Sie kann zur Auflockerung eines ansonsten allzu trockenen Stoffs dienen oder als retardierendes Moment zur Steigerung der Spannung kurz vor der entscheidenden Wendung im Hauptthema.
Der Begriff findet sich in der deutschen Sprache erstmals in Jean Pauls 1796 erschienenen Biographischen Belustigungen. Zuvor wurde sie als Ausschweifung bezeichnet und war verpönt, so etwa in Johann Christoph Gottscheds Redekunst von 1736.
In Laurence Sternes Roman Leben und Ansichten von Tristram Shandy, Gentleman, der in Fortsetzungen 1759 bis 1767 erschien, nehmen die Digressionen in satirischer Form teilweise überhand und dominieren den Text. Dieses Vorgehen fand unter den Romanciers des 18. Jahrhunderts viele Nachahmer. Als Beispiele für die häufige Verwendung von Digressionen in der deutschen Literatur gelten die Werke Christoph Martin Wielands, Jean Pauls, Friedrich Schlegels und E.T.A. Hoffmanns, etwa seine Nachricht von den neuesten Schicksalen des Hundes Berganza, sowie die Mythenmetzschen Abschweifungen in Walter Moers’ Zamonien-Romanen. Eine der bekanntesten Digressionen der Weltliteratur ist Der Großinquisitor im Roman Die Brüder Karamasow von Fjodor Michailowitsch Dostojewski.